# Force de travail
La force de travail est en économie l’ensemble des travailleurs, c’est-à-dire la population active.
Du point de vue marxiste, la force de travail est ce que possède le travailleur et qu'il loue à un patron (en échange d'un salaire). En d'autres termes, il s'agit de ses bras, ses jambes et sa tête. Marx distingue ainsi travail et force de travail, (chapitre 6 du Capital) celle-ci étant considérée comme transformée en une simple marchandise dans l'économie capitaliste. Le prix de cette force de travail correspond au salaire qui est nécessaire pour la reproduire, c'est-à-dire pour que le travailleur soit apte à travailler de nouveau (et selon les auteurs, pour produire de nouveaux travailleurs, c'est-à-dire l'enfantement et l'éducation des enfants). Or, le travail (production) fourni par la force de travail vaut plus que cette dernière : la différence entre les deux correspond à la plus-value par laquelle le capitaliste génère un profit. Il s'agit d'une aliénation au sens marxiste du terme.
Selon la déclaration de Philadelphie, le travail n’a pas à être une marchandise.